# Jantje
Jantje (holl.), Kurzform für Hänschen bzw. Jan, auch gebraucht für Kellner oder Aufwärter, war im 19. Jahrhundert der heute in Vergessenheit geratene Spitzname oder Nationalallegorie der Niederländer im deutschen Sprachraum. Der entscheidende Unterschied zum Diminutiv Fritzchen, das hauptsächlich als Personifikation in deutschsprachigen Witzen auftaucht, ist derjenige, dass es sich dabei um eine Nationalallegorie handelt. 
Jantje ist auch ein alt-friesischer Vorname für Mädchen.
Als nationale Manifestation geriet der Begriff in den Niederlanden durch Hieronymus van Alphens (1746–1803) in der Tradition von Jean-Jacques Rousseau verfasster pädagogischer Literatur speziell für Kinder: „Proeve van kleine gedigten voor kinderen“ („Versuch kleiner Gedichte für Kinder“, 1778). Diese Sammlung zur Bildung der kindlichen Tugenden Jantjes, den es beispielsweise nach den verlockenden Pflaumen gelüstet, der sie aber aus Gehorsamkeit gegenüber den Vorgaben der Eltern dennoch nicht pflückt, gehört bis heute zum populären wie kollektiven Gedächtnis der niederländischen Nation.
Die Gedichte offenbarten das gewandelte Verhältnis zwischen Erzieher (Eltern) und Kind als eine Beziehung von Freundschaft und Vertrauen:
| Mijn vader is mijn beste vrind; Hij noemt mij steeds zijn lieve kind. 'k Ontzie hem, zonder bang te vreezen. En ga ik hupplend aan zijn zij', Ook dan vermaakt en leert hij mij; Er kan geen beter vader wezen! | Mein Vater ist mein bester Freund. Er nennt mich stets sein liebes Kind. Ich achte ihn, ohne Angst vor ihm zu haben. Wenn ich hüpfend an seiner Seite gehe, dann unterhält und belehrt er mich auch: Es kann keinen besseren Vater geben! |

Erst im 20. Jahrhundert verkommt durch Transformation und teilweisen Verlust der mündlichen bzw. schriftlichen Tradition der folgsame Jantje zur Karikatur des naseweisen Schülers – ähnlich den im deutschen Sprachraum verbreiteten Fritzchen-Witzen.